# قلعه آکرشوس
قلعه آکرشوس (نروژی: Akershus Festning) یک قلعه مربوط به قرون وسطی است که برای محافظت از اسلو، پایتخت نروژ ساخته شد. همچنین به عنوان یک کاخ سلطنتی مسکونی و به عنوان یک زندان مورد استفاده قرار گرفته‌است.

## ساخت
به‌طور دقیق مشخص نیست که این قلعه در چه تاریخی بنا شده ولی این باور وجود دارد که اواخر ۱۲۹۰ در زمان پادشاه هاکون پنجم ساخته شده و با قلعه تونسبرگ یکی از مهمترین قلعه‌های نروژ جایگزین شده‌است.
این قلعه در سال ۱۲۸۷ برای یکی از نجیب‌زادگان نروژی به نام ایرل ارلینگسون از سرپسبرگ ساخته شد چرا که در آخرین حمله به اسلو روشن شد که مواضع دفاعی موجود در شهر کافی نیست و یک محل دفاعی دیگری مورد نیاز است.
برای اولین بار در منابع نوشتاری در سال ۱۳۰۰ در یک نامه از جانب پادشاه هاکون به کلیسای اسلو به این قلعه اشاره شده ولی در این نامه به میزان پیشرفت ساخت قلعه اشاره نشده‌است.

## استفاده نظامی

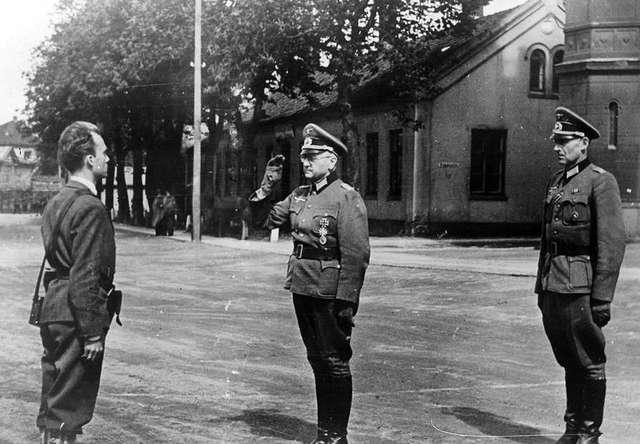
تسلیم آکرشوس از نیروهای اشغالگر فاشیسم هیتلری ۱۱ مه ۱۹۴۵.

این دژ به‌طور موفقیت‌آمیزی تمام محاصره‌ها را از سر گذراند. اولین محاصره توسط نیروهای سوئدی تحت فرماندهی کارل دوازدهم سوئد در سال ۱۷۱۶ بود.
این دژ اولین بار در حمله ۱۳۰۸ مورد استفاده قرار گرفت که توسط نیروهای سوئدی اریک از استان سودرمانلاند محاصره شد. محاصره توسط یک نیروی نظامی نروژی در هم شکسته شد.
بین سال‌های ۱۴۴۹–۱۴۵۰ مجدد محاصره شد. این بار محاصره توسط پادشاه کارل کنوتسن سوئدی صورت گرفت؛ ولی بعد از یک مدتی مجبور شد به محاصره پایان دهد.
تا سال ۱۵۰۲ محاصره ای رخ نداد تا اینکه سربازان اسکاتلندی بخاطر خدمت به پادشاه دانمارک مجدد این دژ را محاصره کردند به این منظور که این قلعه را از دست نجیب‌زاده نروژی کنوت الیسون در بیاورد.
در جریان جنگ جهانی دوم، این قلعه محاصره نظامی شد و مردمان بسیاری در این قلعه توسط نیروهای آلمانی اعدام شدند. همچنین تعدادی از اعضای یک گروه مقاومت نروژی در این دژ اعدام شدند.
قلعه در سال ۱۹۴۵ آزاد شد. بعد از جنگ چند تن از جنایتکاران جنگی نروژی که به اعدام محکوم شده بودند در این محل اعدام شدند که دو تن از آنها ویدکون کیسلینگ و زیگفرید فرما بودند.
زیگرید اوندست

## زندان

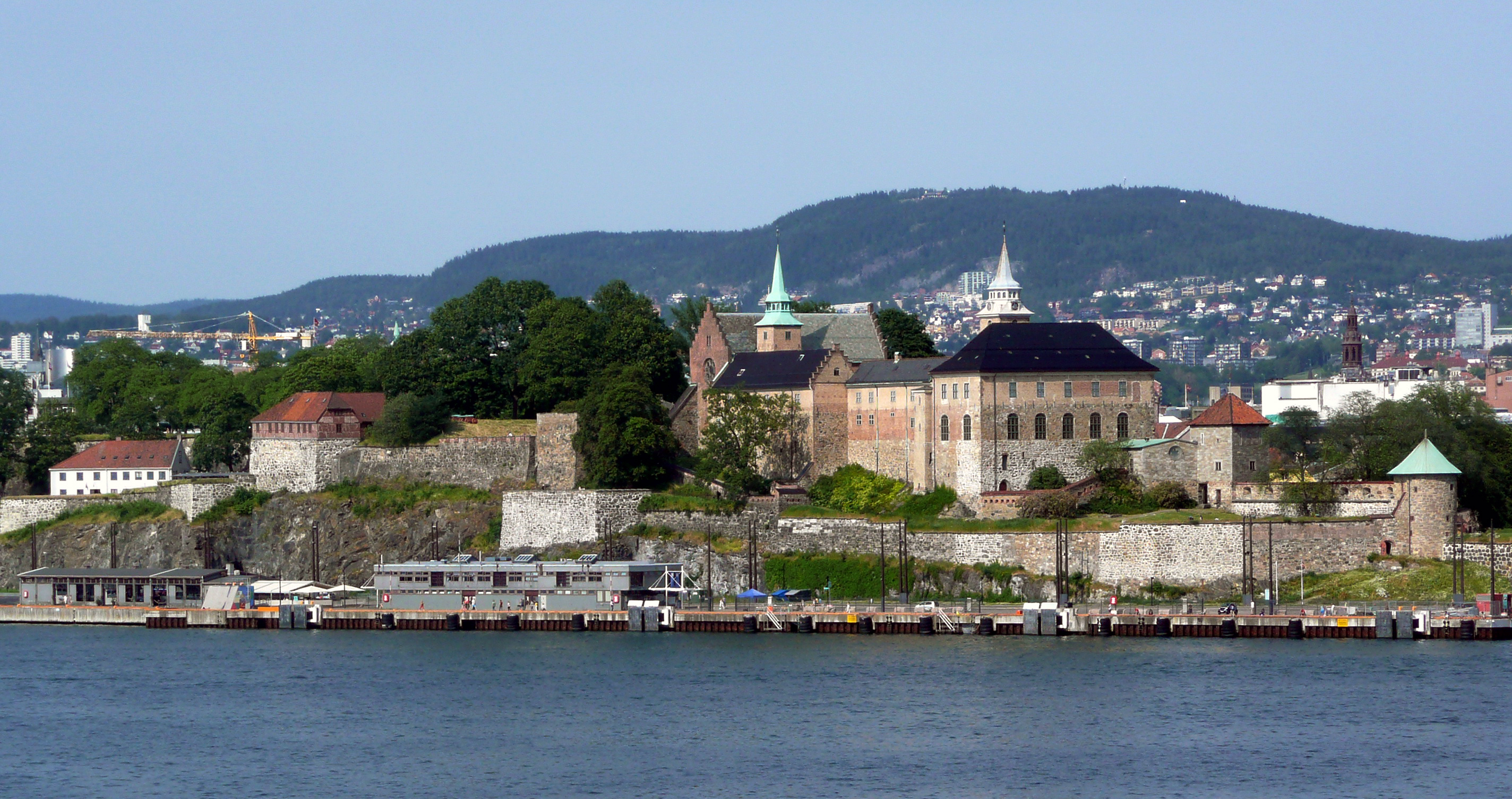
نمای قلعه نظامی آکرشوس

از آکرشوس همچنین به عنوان یک زندان استفاده می‌شد و به دلیل اینکه زندانیان را برای کار به شهر می‌بردند، قسمتی در آن به نام برده داری بود.
این مکان همچنین تعداد زیادی شورشی و خلافکار را در خود جای داده‌است. یکی از افراد سرشناسی که در این قلعه زندانی شده بود، نویسنده جیست باردسن (۱۷۹۱–۱۸۴۹) بود.
همچنین سوسیالیست‌های نروژی حامیان مارکوس‌ترین در سلول‌های این زندان به سر می‌بردند.

## استفاده فعلی
با وجود اینکه منطقه این قلعه همچنان یک منطقه نظامی محسوب می‌شود، ولی این قلعه به روی عموم باز است و می‌توان از آن مانند سایر موزه‌های نروژ دیدن کرد. گارد سلطنتی مسولیت حفاظت را به عهده دارد.

## نگارخانه

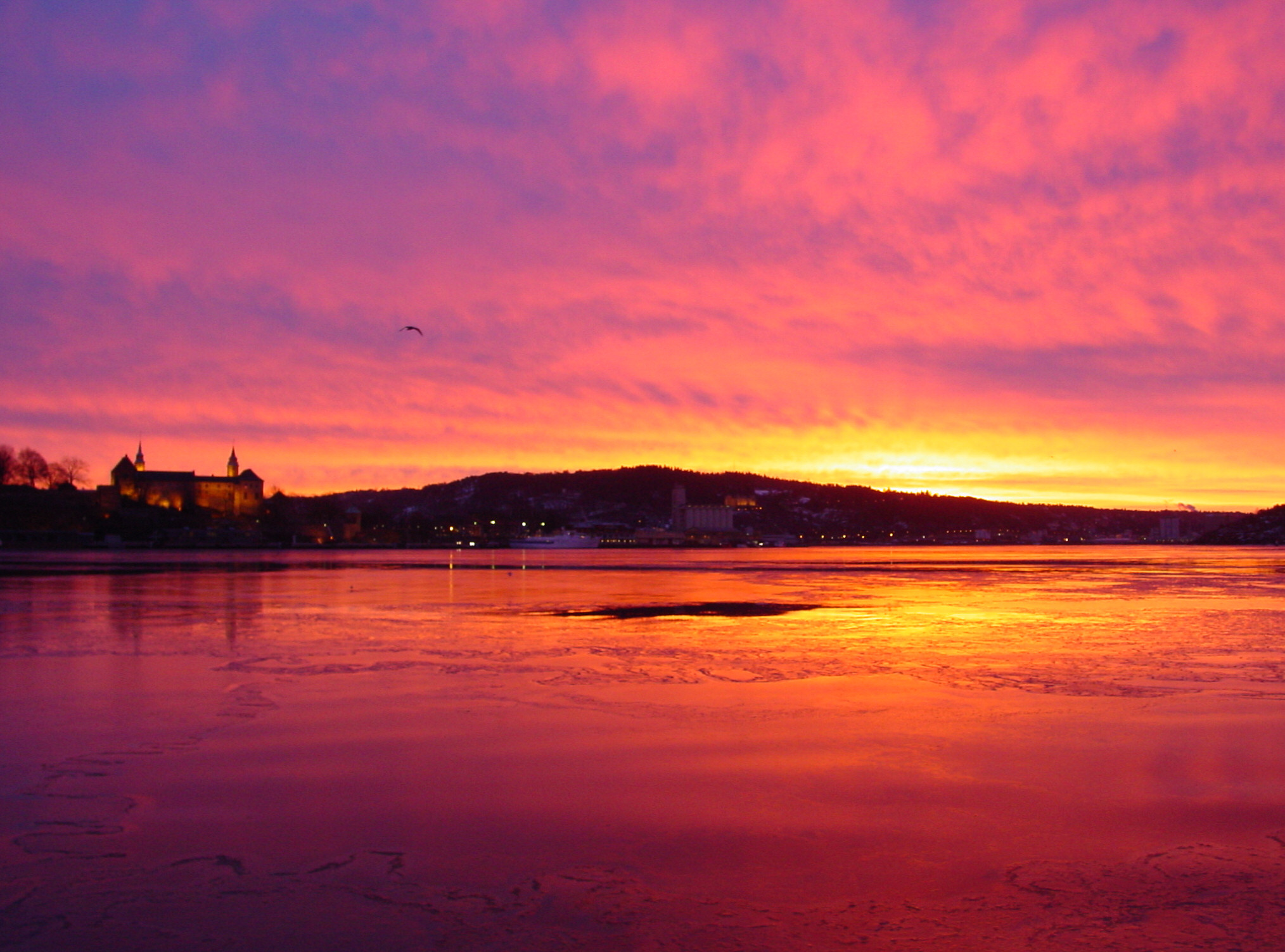
نمای راست قلعه از وسط بندر اسلو
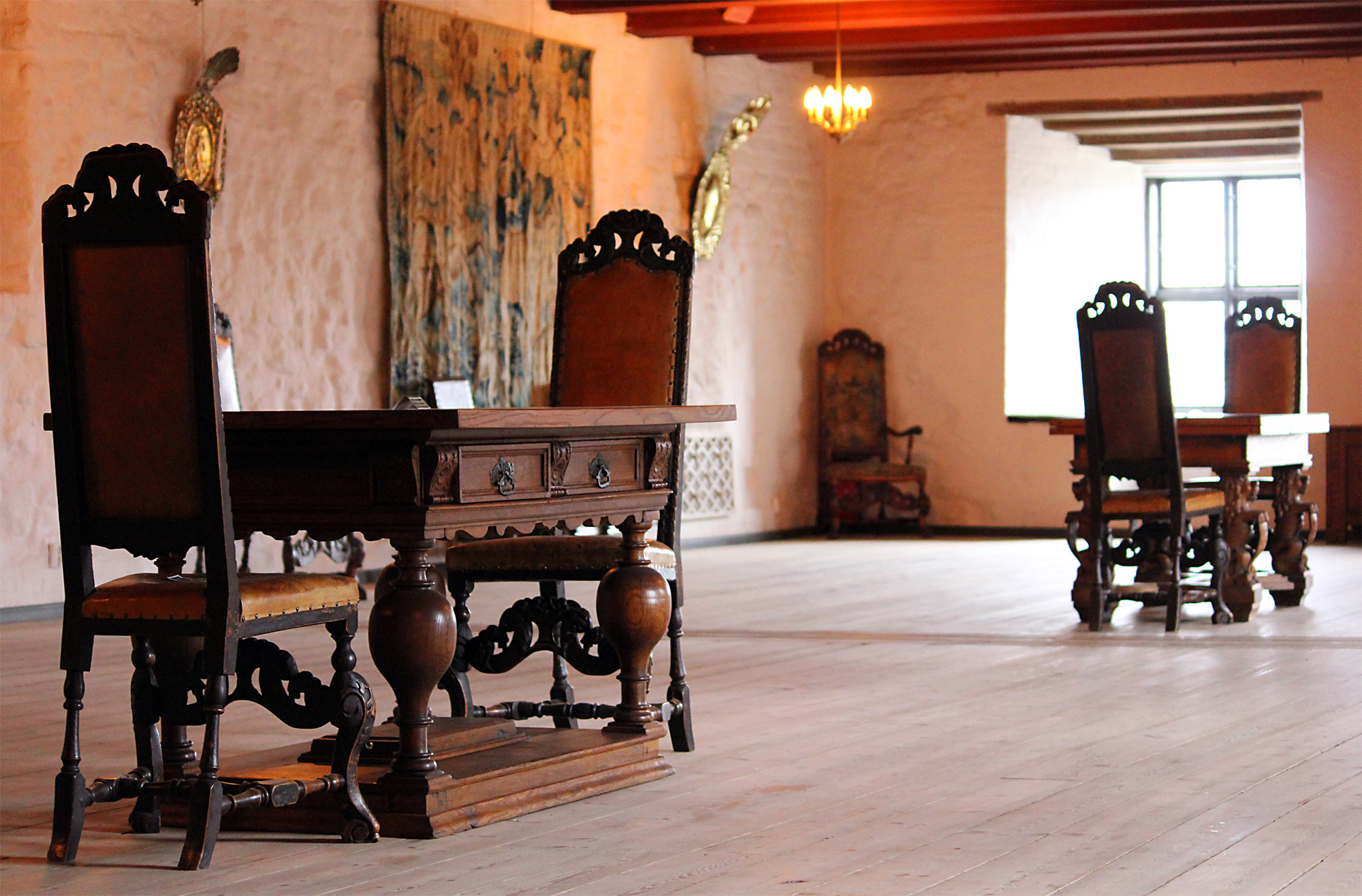
داخل قلعه آکرشوس
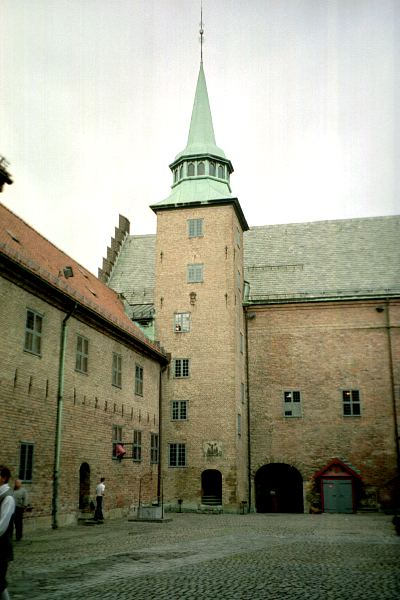
قلعه آکرشوس
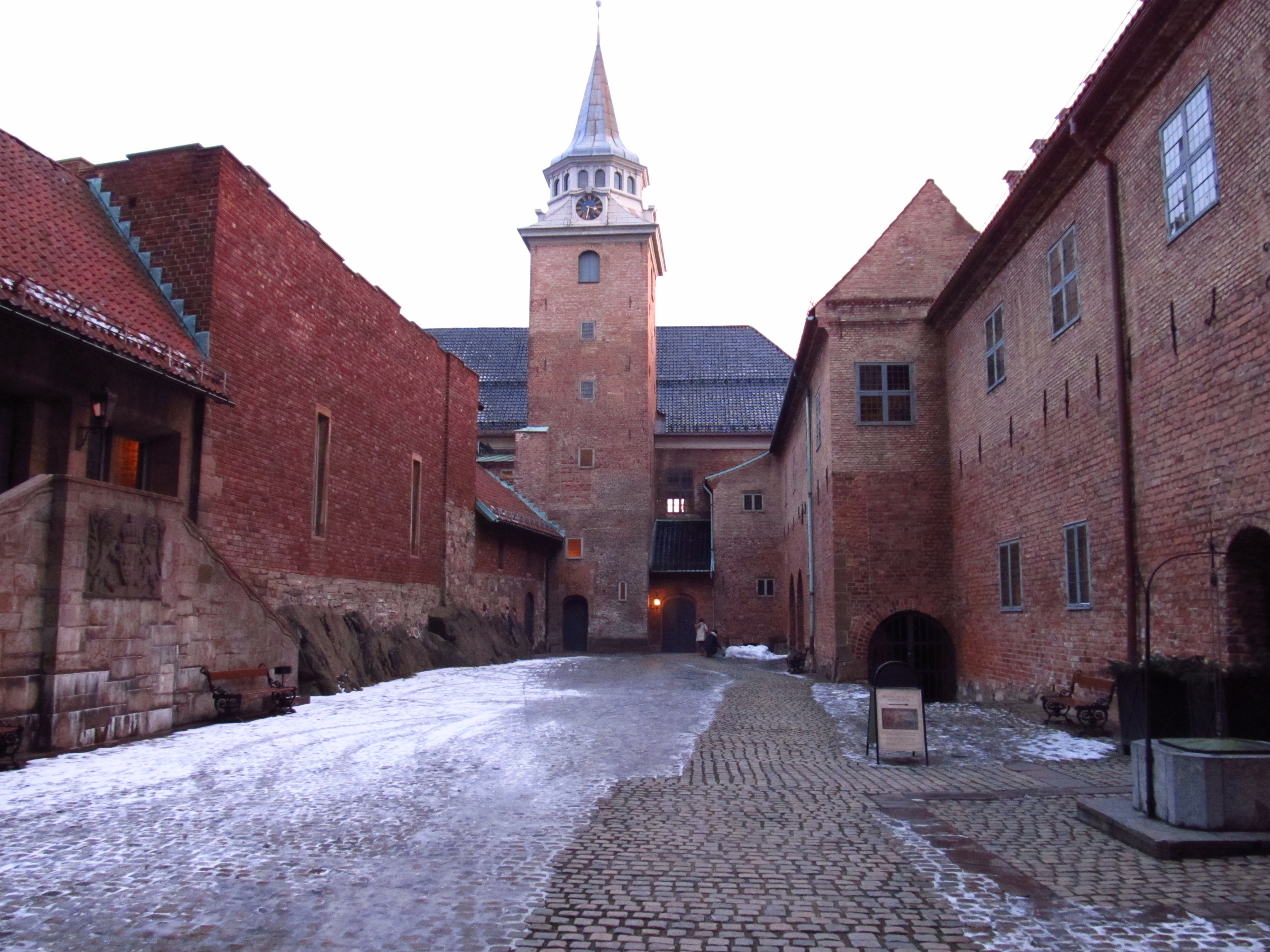
حیاط قلعه آکرشوس
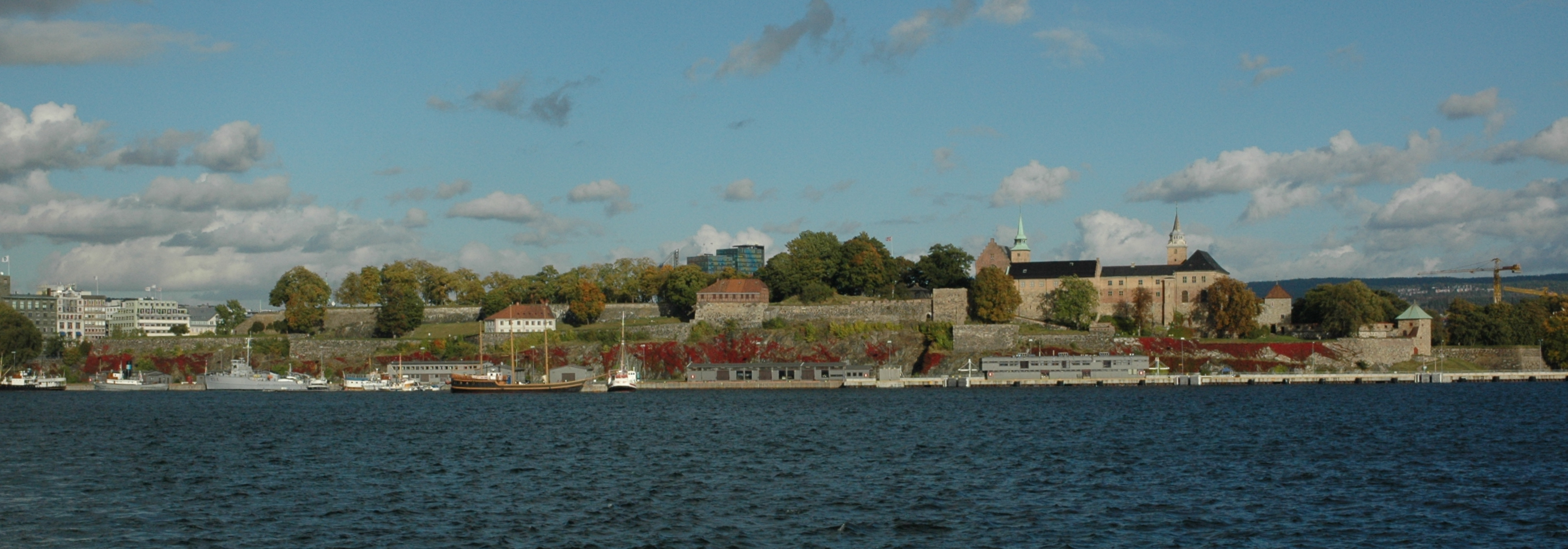
قلعه آکرشوس از غرب
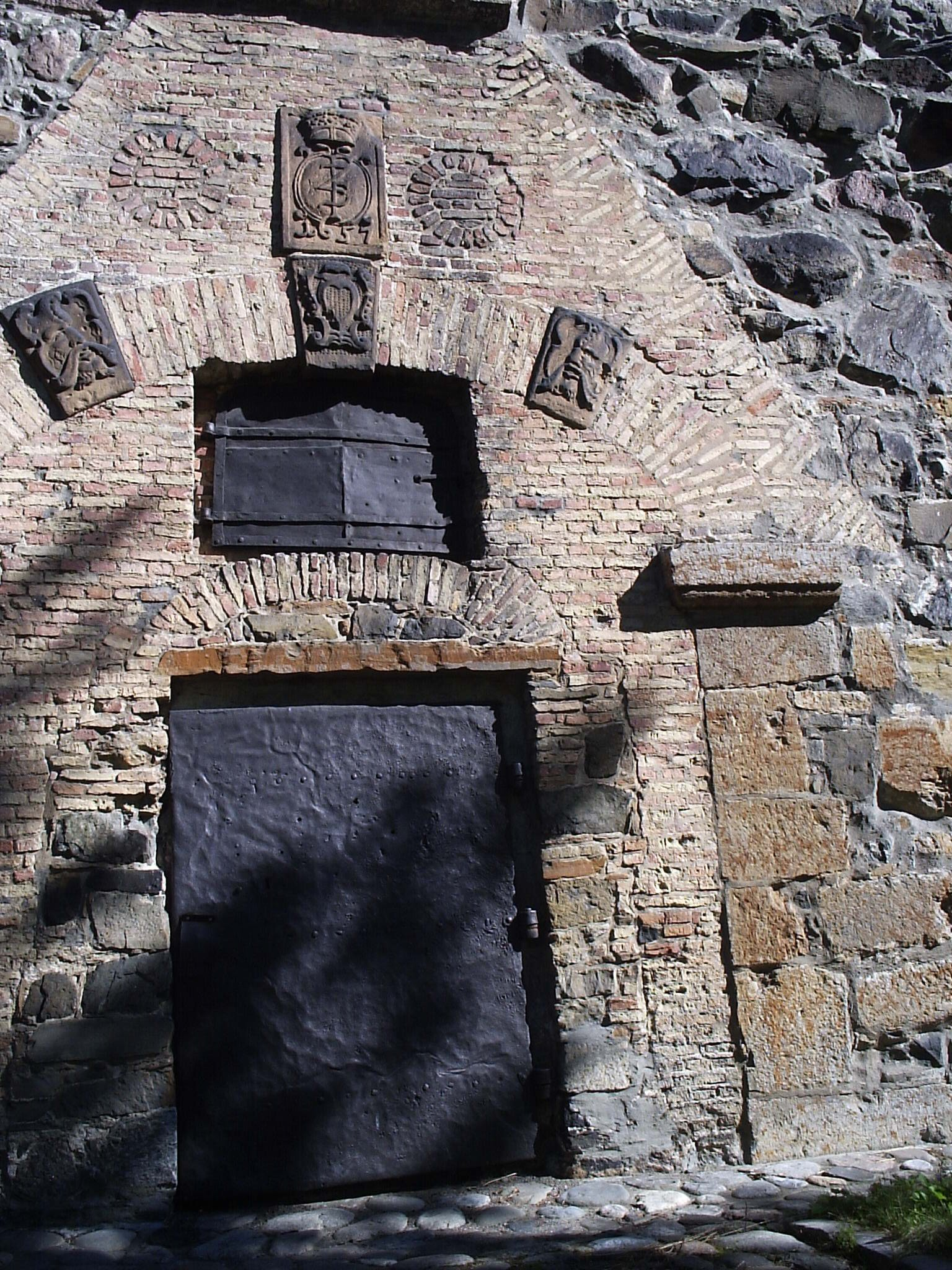
در زره پوش قلعه
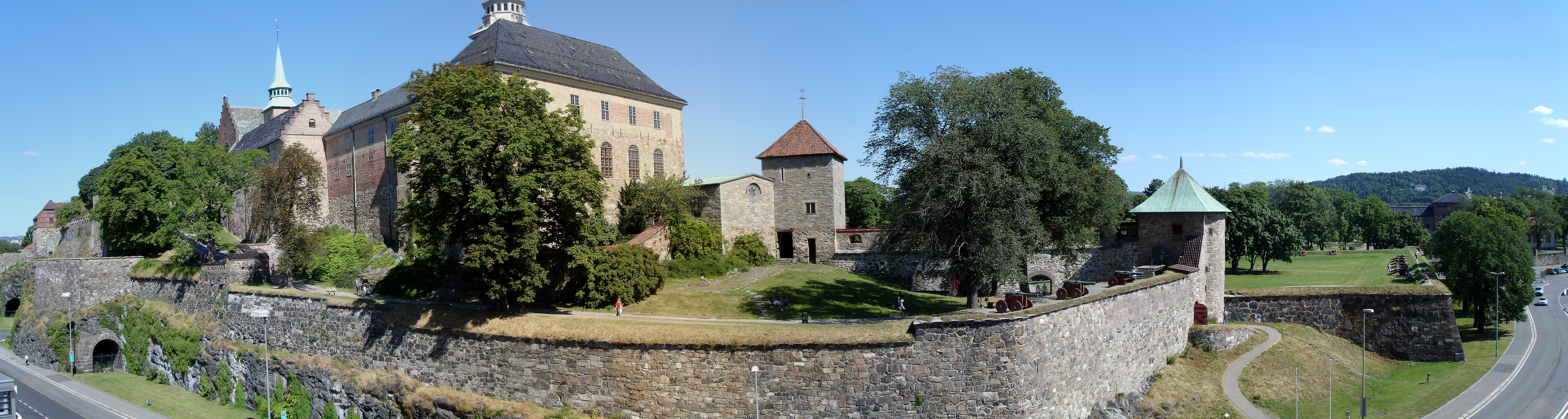
پانوراما از قلعه آکرشوس از سمت دریا